# Уитмен, Малькольм
Малкольм Дуглас Уитмен (англ. Malcolm Whitman, 15 марта 1877, Нью-Йорк, Нью-Йорк — 28 декабря 1932, Нью-Йорк, Нью-Йорк) — американский теннисист, трехкратный победитель Национального чемпионата США в мужском одиночном разряде, двукратный обладатель Кубка Дэвиса.

## Теннисная карьера
Уитмен изучал право в Гарварде и дважды выигрывал межвузовский теннисный чемпионат: в 1896 году в одиночном разряде, а спустя два года в паре с Лео Варом.
Также в 1896 году он дошёл до четвертьфинала «взрослого» чемпионата США. В 1897 году ему удалось повторить этот результат, а в 1898 году Уитмен впервые стал победителем турнира. В финале он обыграл своего университетского товарища Дуайта Дэвиса, а решающий матч (челлендж-раунд) не состоялся, так как действующий победитель, Роберт Ренн, находился на фронте испано-американской войны и не мог защитить свой титул.
Уитмен подтвердил своё чемпионство в 1899 и 1900 годах. Хотя для этого ему пришлось вести сражения не только на корте, но и в семье, со своим отцом, который настаивал, чтобы сын отказался от тенниса ради карьеры юриста (после двух неудачных четвертьфиналов Уитмен-старший даже пытался прятать ракетку).
В 1901 году Уитмен не принимал участия в чемпионате США.
Спустя еще год, в 1902 году, он смог дойти до финала, но в борьбе за выход в челлендж-раунд уступил четырёхкратному победителю Уимблдонского турнира британцу Реджинальду Дохерти.
Для истории тенниса Уитмен представляет интерес не только как обладатель трёх титулов Чемпионата США. В 1900 году ему выпала честь сыграть в первом в истории проведения Кубка Дэвиса матче: на кортах Лонгвудского Крикетного клуба в Бостоне, Уитмен в трех сетах 6:1, 6:3, 6:2 победил представителя Великобритании Артура Гора. Второй одиночной матч выиграл Дэвис, который также одержал для команды парную победу вместе с Холкомбом Уордом. В 1902 Уитмен снова внёс существенный вклад в завоевание трофея: он выиграл два одиночных матча, обыграв сначала Реджинальда Дохерти со счетом 6:1, 7:5, 6:4, а потом Джошуа Пима 6:1, 6:1, 1:6, 6:0.
В 1896 году впервые занял место в десятке лучших теннисистов США; с 1898 по 1900 год (то есть в течение трёх лет подряд) возглавлял рейтинг, и в 1902 году он был вторым номером.
В возрасте 25 лет принял решение завершить карьеру и остался непобеждённым в Кубке Дэвиса и сохранил за собой рекорд по соотношению выигранных и проигранных матчей в чемпионате США (16 побед и всего 3 поражения).
Будучи глубоко заинтересован в истории игры, Малькольм Уитмен написал книгу Tennis: Origins and Mysteries, которая была опубликована в 1931 году.
Менее чем полтора года спустя он совершил самоубийство.
В 1955 году Малькольм Уитмен, одним из первых, был введён в Международный зал теннисной славы.

## Личная жизнь
С 1926 года был женат на дизайнере мужской одежды Лусилле де Вескови, известной как графиня Мара.

## Выступления на турнирах Большого Шлема

### Национальный чемпионат США
- Одиночный разряд — победа (1898, 1899, 1900)